# Dorfkirche Wölmsdorf

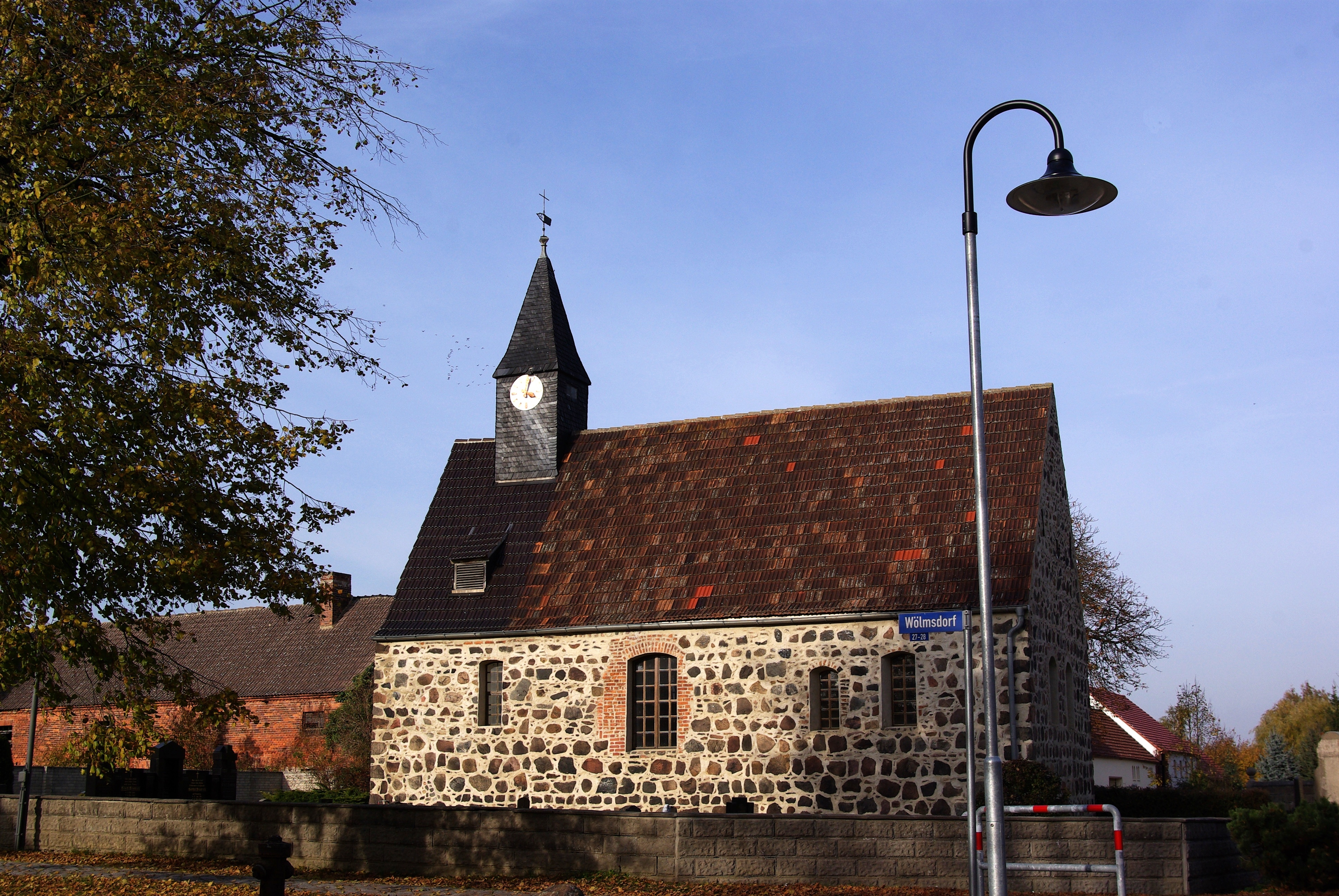
Dorfkirche Wölmsdorf

Die evangelische Dorfkirche Wölmsdorf in der Gemeinde Niedergörsdorf im Ortsteil Wölmsdorf im Landkreis Teltow-Fläming in Brandenburg befindet sich in der Mitte des Ortes und steht unter Denkmalschutz. Die Kirche in Niedergörsdorf war seit mindestens 1450 Mutterkirche. Das Patronatsrecht hatten ursprünglich die Gutsbesitzer, ab 1225 das Kloster Zinna und ab 1553 der Landesherr.

## Kirche
Die Feldsteinkirche wurde um 1300 als Saalbau erbaut. Hinweise auf die Bauzeit geben die Spitzbogenportale, die Fensteröffnungen und das Mauerwerk mit den zugerichteten Feldsteinen. Die Kirche ist ein Saalbau mit einem Dachreiter. Die Portale an der Nordseite und an der Westseite sind erhalten geblieben, das östliche Portal ist zugemauert. Das westliche Spitzbogenfenster an der Nordseite ist das einzige Fenster, welches erhalten geblieben ist. Die anderen Fenster wurden im Laufe der Zeit uneinheitlich verändert.
Im Jahre 1774 gab es eine Renovierung der Kirche. Wahrscheinlich entstand bei dieser Renovierung auch der Westturm mit einem Pyramidendach. Dieser Westturm wurde 1968 durch einen Dachreiter mit Pyramidendach ersetzt. Bei dieser Renovierung wurden Teile der Ausstattung vernichtet, die Orgel wurde nach Potsdam gebracht. Die Emporen wurden abgebaut, im Westteil der Kirche stattdessen eine Winterkirche eingerichtet. Das Gemeindegestühl blieb in zwei Blöcken erhalten.

## Ausstattung
Der barocke Altaraufsatz stammt aus der Zeit Anfang 18. Jahrhundert. Er wurde aus Holz gefertigt. In der Predella befindet sich eine Abendmahlsdarstellung. Das Hauptbild zeigt Christus an der Geißelsäule. Über dem Hauptbild befindet sich ein Auferstehungsbild. Dieses Bild befindet sich zwischen Moses und Paulus als Figuren. An der Seite des Hauptbildes befinden sich Säulen.
Die Kanzel ist aus der gleichen Zeit wie der Altaraufsatz. Der polygonale Korb steht auf einem Balusterfuß, an den Ecken des Korbes befinden sich Blattgehänge. Auf den Brüstungsfeldern befinden sich Gemälde von Christus und den vier Evangelisten. Der Schalldeckel hat eine Spangenkrone. In der Kirche befinden sich vier Schnitzfiguren aus der Zeit um 1470/1480. Alle Figuren stammen wahrscheinlich aus einem Retabel. Heute befinden sich die Figuren auf Konsolen mit je einem Baldachin. Dargestellt sind eine sitzende Madonna, die heilige Margarethe, Simon und Jakobus d. J. Die beiden letzten sind kleiner als die beiden anderen.

## Kriegerdenkmal
Das Kriegerdenkmal erinnert an die Gefallenen der Gemeinde Wölmsdorf im Ersten Weltkrieg. Es ist eine Gussstein-Stele auf einem Sockel mit einem geschwungenen Giebel. Auf der Stele befindet sich ein Flachrelief auf einer Tafel mit der Darstellung eines Kriegers mit Fahne. Neben den Namen der umgekommenen Soldaten befindet sich folgende Inschrift auf der Tafel: „Dem Andenken / unserer im Weltkriege / 1914–1918 / gefallenen Helden“. Im Giebel auf der Stele befindet sich ein Medaillon mit Eisernem Kreuz.